# Chi Riềng
Chi Riềng (danh pháp khoa học: Alpinia) là một chi thực vật lớn, chứa trên 240 loài thuộc họ Gừng (Zingiberaceae).
Các loài trong chi này có mặt tại các vùng có khí hậu nhiệt đới và cận nhiệt đới của châu Á và các đảo trên Thái Bình Dương, và có nhu cầu lớn như là những loại cây cảnh do những bông hoa sặc sỡ của chúng.
Các loài thực vật này được trồng từ các thân rễ lớn. Thân cây là các lá phiến ôm sát nhau thành bẹ, giống như ở các loài chuối. Hoa mọc trên các thân khí.

## Từ nguyên
Tên khoa học Alpinia được đặt theo Prospero Alpini (1553-1617), một nhà thực vật học người Italia chuyên về các loại thực vật kỳ dị.
Ghi chép về chữ riềng trong Từ điển Việt–Bồ–La (Dictionarium Annamiticum Lusitanum et Latinum) của Alexandre de Rhodes xuất bản năm 1651 như sau: "rièng, củ rièng:  rays como gingiure que traua: radix in modum zinziberis, quod ſtrangulat.".
Trong Nam Việt–Dương Hiệp Tự vị (南越洋合字彙, Dictionarium Anamitico-Latinum) của Jean-Louis Taberd xuất bản năm 1838 thì từ riềng được viết bằng Hán-Nôm là 萾. Cụ thể, tại trang 423 tác giả viết như sau: "萾 Riềng, galanga; amomum galanga.". Từ điển Trần Văn Kiệm còn cho rằng nó cũng được viết là giềng (trong cây/củ giềng) và có âm khác là giền (trong rau giền). Tuy nhiên, từ điển Taberd dùng chữ 𧁶 để chỉ giền trong rau giền, "𧁶 Giền species blitti seù amaranthi oleracei.; 蔞𧁶 rau giền, id.", và chỉ ghi nhận từ giềng (𦀚) trong giềng mối, giềng lưới.

## Lịch sử
Tên chi Alpinia lần đầu tiên được Carl Linnaeus sử dụng năm 1753 cho Alpinia racemosa, một loài nhiệt đới Tân thế giới, danh pháp chính thức hiện nay là Renealmia pyramidalis. Sau đó nhiều loài châu Á đã được thêm vào Alpinia, trong khi các tác giả sau này có xu hướng đưa các loài ở châu Mỹ vào chi Renealmia. Schumann (1904) đã hoàn thiện các khái niệm phân loại này và sau đó khái niệm chi Alpinia năm 1810 của William Roxburgh đã được bảo tồn cho các loài châu Á với Alpinia galanga là loài điển hình của nó.
Alpinia là chi điển hình của tông Alpinieae trong họ Zingiberaceae. Tông này bao gồm các loại cây thân thảo thường xanh, trong đó không có lớp cắt bỏ giữa thân rễ và các chồi lá, mặt phẳng xếp hai dãy của các lá nằm ngang theo hướng phát triển của thân rễ, và các nhị lép bên nhỏ, hoặc là suy giảm thành các vết phồng ở hai bên của đáy cánh môi hoặc là hoàn toàn không có. Không có các tuyến mật bên ngoài hoa, và quả thường là hình cầu và không nứt hoặc mọng thịt. Rất khó để xác định một đặc điểm dạng phái sinh mới hay đặc điểm chung cho các loài hiện được gán vào Alpinia. Hầu như tất cả các loài đều có hoa đầu cành trên các chồi lá và tất cả đều là loài ở châu Á, Australia và các đảo trên Thái Bình Dương. Các đặc trưng này giúp phân biệt Alpinia với chi Renealmia ở châu Mỹ và châu Phi, trong đó phần lớn các loài tạo ra các cụm hoa trên một chồi riêng biệt không lá mọc ra từ thân rễ, nhưng điều này không giúp tách biệt nó với các thành viên khác của tông Alpinieae. Do đó, ở một mức độ lớn nào đó, người ta buộc phải công nhận Alpinia bằng cách loại bỏ các chi khác, nghĩa là nó chỉ được phân biệt bằng các đặc điểm dạng gần của tông này.
Schumann (1904) chia Alpinia thành 5 phân chi (Autalpinia, Probolocalyx, Catimbium, Dieramalpinia, Rhizalpinia) và 27 tổ. Smith (1990) lại chia Alpinia thành 2 phân chi (Alpinia, Dieramalpinia) với 11 tổ và 12 phân tổ.
Nghiên cứu dựa theo trình tự ADN của Kress et al. (2005) chỉ ra rằng các loài trong chi này phát sinh từ nhiều nguồn gốc khác nhau. Nó tương ứng với cả 6 nhánh (Fax, Galanga, Carolinensis, Zerumbet, Eubractea, Rafflesiana) được phân bố trong tông Alpinieae, và nó không phù hợp với phân loại của Smith (1990) về chi này. Các nghiên cứu tiếp theo là cần thiết để làm rõ sự xếp loại của chi này.

## Đặc điểm
Thân rễ bò lan, mập. Thân giả nhiều, phát triển tốt, hiếm khi không có. Lá nhiều, ít khi 1-4; phiến lá thuôn hay hình mác. Cụm hoa ở đầu cành, là chùy hoa, cành hoa hay cành hoa bông thóc, dày dặc hoặc lỏng lẻo, được bao phủ bởi 1-3 lá bắc tổng bao hình thìa khi chưa trưởng thành; các lá bắc (khi có) hở tới đáy, hiếm khi có nắp, mỗi lá bắc đỡ 1 hoa hoặc 1 xim hoa bọ cạp xoắn ốc chứa từ 2 hoa trở lên; lá bắc con hở tới đáy hoặc hình ống, hiếm khi có nắp, đôi khi không có. Đài hoa thường hình ống, đôi khi chẻ 1 bên. Thùy tràng trung tâm có nắp nhiều hay ít, thường rộng hơn các thùy tràng bên. Các nhị lép bên nhỏ hoặc không có, hình giùi hoặc tương tự như hình răng, hợp sinh ở đáy cánh môi. Cánh môi thường sặc sỡ, thường lớn hơn các thùy tràng hoa, đôi khi không dễ thấy, mép có thùy khác nhau tùy theo từng trường hợp hoặc nguyên. Có hoặc không có chỉ nhị; mô liên kết dạng mào hoặc không. Bầu nhụy thường 3 ngăn và noãn đính trụ. Đầu nhụy thường khá mở rộng, đôi khi hình chùy, hiếm khi quặp. Các nhụy lép thường rất lớn. Quả nang thường hình cầu, khô hoặc mọng thịt, không nứt hoặc nứt không đều. Hạt nhiều, thường có góc cạnh, có áo hạt.

## Các loài
Tại thời điểm tháng 4 năm 2021, POWO công nhận 244 loài và 2 loài lai ghép, cộng 1 loài mô tả năm 2020.
- Alpinia globosa (Lour.) Horan., 1862 – Mè tré, sẹ, thảo khấu, ích trí nhân. Từ miền nam Vân Nam (Trung Quốc) tới Việt Nam.
- Alpinia gracillima Valeton, 1913 - Tây New Guinea.
- Alpinia graminea Ridl., 1909 - Philippines.
- Alpinia graminifolia D.Fang & G.Y.Lo, 1978 - Riềng lá hẹp. Quảng Tây (Trung Quốc).
- Alpinia guinanensis D.Fang & X.X.Chen, 1982 - Quảng Tây (Trung Quốc).
- Alpinia haenkei C.Presl, 1832 - Java, Philippines.
- Alpinia hagena R.M.Sm., 1978 - Papua New Guinea.
- Alpinia hainanensis K.Schum., 1904 (đồng nghĩa: A. henryi) - Riềng Hải Nam, riềng Henry. Đông nam Trung Quốc (gồm cả đảo Hải Nam) tới Việt Nam.
- Alpinia hansenii R.M.Sm., 1982 - Sabah, Sarawak (Borneo).
- Alpinia havilandii K.Schum., 1904 - Sabah (Borneo).
- Alpinia hibinoi Masam., 1943 - Hải Nam (Trung Quốc).
- Alpinia himantoglossa Ridl., 1916 - Tây New Guinea.
- Alpinia hirsuta (Lour.) Horan., 1862 - Riềng lông. Việt Nam.
- Alpinia hongiaoensis Tagane, 2020[11] - Lâm Đồng, Việt Nam.
- Alpinia horneana K.Schum., 1904 - Fiji (S. Viti Levu).
- Alpinia hulstijnii Valeton, 1923 - Maluku.
- Alpinia hylandii R.M.Sm., 1980 - Miền bắc Queensland.
- Alpinia × ilanensis S.C.Liu & J.C.Wang, 2009 - Đông bắc Đài Loan. (A. japonica × A. pricei).
- Alpinia illustris Ridl., 1909 - Philippines.
- Alpinia inaequalis (Ridl.) Loes., 1930 - Tây New Guinea.
- Alpinia intermedia Gagnep., 1902 - Từ Quảng Đông tới Đông Dương, Thái Lan và Myanmar, nam trung bộ và nam bộ Nhật Bản tới Philippines, quần đảo Kazan.
- Alpinia janowskii Valeton, 1913 - Tây New Guinea.
- Alpinia japonica (Thunb.) Miq., 1867 - Riềng Nhật Bản. Nam trung bộ và nam bộ Nhật Bản, miền bắc Đài Loan, miền nam Trung Quốc. Du nhập vào bán đảo Triều Tiên.
- Alpinia javanica Blume, 1827 - Riềng Java. Từ Thái Lan tới Malesia.
- Alpinia jianganfeng T.L.Wu, 1998 - Miền nam Trung Quốc.
- Alpinia jingxiensis D.Fang, 1980 - Phía tây khu tự trị Quảng Tây (Trung Quốc).
- Alpinia juliformis (Ridl.) R.M.Sm., 1990 - New Guinea.
- Alpinia kawakamii Hayata, 1915 - Miền nam Đài Loan.
- Alpinia kiungensis R.M.Sm., 1975 - Papua New Guinea.
- Alpinia klossii (Ridl.) R.M.Sm., 1990 - Tây New Guinea.
- Alpinia koidzumiana Kitam., 1946 - Iriomote-jima (Nhật Bản).
- Alpinia koshunensis Hayata, 1915 - Miền nam Đài Loan.
- Alpinia kusshakuensis Hayata, 1920 - Miền bắc Đài Loan.
- Alpinia kwangsiensis T.L.Wu & S.J.Chen, 1978 - Riềng Quảng Tây. Miền nam Trung Quốc.
- Alpinia latilabris Ridl., 1899 – Ri. Borneo, Malaysia bán đảo, Myanmar, Việt Nam.
- Alpinia lauterbachii Valeton, 1914 - Quần đảo Bismarck.
- Alpinia laxisecunda B.L.Burtt & R.M.Sm., 1972 - Quần đảo Solomon.
- Alpinia leptostachya Valeton, 1913 - Tây New Guinea.
- Alpinia ligulata K.Schum., 1899 - Borneo.
- Alpinia ludwigiana R.M.Sm., 1990 - Java.
- Alpinia maclurei Merr., 1922 - Riềng Maclure, riềng Quảng Đông. Miền nam Trung Quốc tới Việt Nam.
- Alpinia macrocephala K.Schum., 1904 không Hayata, 1915 - Fiji.
- Alpinia macrocrista Ardiyani & Ardi, 2015 - Sulawesi.
- Alpinia macroscaphis K.Schum., 1899 - Philippines.
- Alpinia macrostaminodia Chaveer. & Sudmoon, 2008 - Thái Lan.
- Alpinia macrostephana (Baker) Ridl., 1899 (công bố là A. macrostephanus) – Malaysia bán đảo.
- Alpinia macroura K.Schum., 1902 - Riềng đuôi nhọn. Thái Lan.
- Alpinia malaccensis (Burm.f.) Roscoe, 1807 - Riềng Malacca. Assam, Bangladesh, trung nam Trung Quốc, Myanmar, Tây Tạng, Việt Nam. Du nhập vào đông nam Trung Quốc, khu vực Đông và Tây Himalaya, Ấn Độ, Java, Maluku, Sri Lanka.
- Alpinia manii Baker, 1892 - Quần đảo Andaman và Nicobar.
- Alpinia manostachys Valeton, 1913 - Quần đảo Sunda Nhỏ, Tây New Guinea.
- Alpinia martini R.M.Sm., 1985 - Sarawak (Borneo).
- Alpinia maxii R.M.Sm., 1991 - Sulawesi.
- Alpinia melichroa K.Schum., 1904 - Sulawesi.
- Alpinia menghaiensis S.Q.Tong & Y.M.Xia, 1998 - Tây nam Vân Nam (Trung Quốc).
- Alpinia mesanthera Hayata, 1915 - Đài Loan.
- Alpinia microlophon Ridl., 1910 - Sarawak (Borneo).
- Alpinia modesta F.Muell. ex K.Schum., 1904 không F.M.Bailey, 1909 nom. illeg.? - Đông bắc Queensland.
- Alpinia mollis C.Presl, 1827 - Philippines.
- Alpinia mollissima Ridl., 1925 - Malaysia bán đảo.
- Alpinia monopleura K.Schum., 1899 - Từ miền bắc Sulawesi tới Maluku.
- Alpinia multispica (Ridl.) Loes., 1930 - Tây New Guinea.
- Alpinia murdochii Ridl., 1905 - Malaysia bán đảo.
- Alpinia musifolia Ridl., 1909 - Philippines.
- Alpinia mutica Roxb., 1810 - Riềng lá hẹp, riềng không mũi, riềng hoa thưa. Borneo, miền nam Ấn Độ, Java, Malaysia bán đảo, Myanmar, Sulawesi, Thái Lan, Việt Nam. Du nhập vào Fiji, Hawaii, Trinidad-Tobago.
- Alpinia myriocratera K.Schum., 1899 - Maluku.
- Alpinia nantoensis F.Y.Lu & Y.W.Kuo, 2008 - Đài Loan.
- Alpinia napoensis H.Dong & G.J.Xu, 1993 - Quảng Tây (Trung Quốc).
- Alpinia newmanii N.S.Lý, 2017 – Riềng Newman. Việt Nam.
- Alpinia nidus-vespae A.Raynal & J.Raynal, 1973 - Vanuatu.
- Alpinia nieuwenhuizii Valeton, 1904 - Borneo.
- Alpinia nigra (Gaertn.) Burtt, 1977 - Ấn Độ (gồm cả quần đảo Andaman và Nicobar), miền nam Trung Quốc, Bangladesh, Myanmar, Nepal, Sri Lanka, Thái Lan. Du nhập vào Cộng hòa Dominica, Jamaica, quần đảo Kazan, quần đảo Ogasawara.
- Alpinia nobilis Ridl., 1899 - Thái Lan, Malaysia bán đảo.
- Alpinia novae-hiberniae B.L.Burtt & R.M.Sm., 1972 - Quần đảo Bismarck.
- Alpinia novae-pommeraniae K.Schum., 1899 - Quần đảo Bismarck.
- Alpinia nutans (L.) Roscoe, 1806 – Bạch đậu khấu. Maluku.
- Alpinia oblongifolia Hayata, 1915 - Đài Loan, miền nam Trung Quốc (gồm cả Hải Nam), Lào, Việt Nam.
- Alpinia oceanica Burkill, 1896 - Quần đảo Bismarck tới quần đảo Solomon.
- Alpinia odontonema K.Schum., 1905 - New Guinea tới quần đảo Bismarck.
- Alpinia officinarum Hance, 1871 - Riềng, riềng thuốc, lương khương, cao lương khương. Đông nam Trung Quốc (gồm cả Hải Nam) tới Việt Nam, Myanmar.
- Alpinia × okinawaensis Tawada, 1987 - Quần đảo Lưu Cầu. (A. formosana × A. uraiensis).
- Alpinia oligantha Valeton, 1913 - Tây New Guinea.
- Alpinia orthostachys K.Schum., 1899 - Sulawesi.
- Alpinia oui Y.H.Tseng & Chih C.Wang, 2011 - Đài Loan.
- Alpinia ovata Z.L.Zhao & L.S.Xu, 2001 - Quảng Đông (Trung Quốc).
- Alpinia ovoidocarpa H.Dong & G.J.Xu, 1993 (A. ovoideocarpa, A. ovoideicarpa) – Quảng Tây, Arunachal Pradesh?
- Alpinia oxymitra K.Schum., 1902 - Riềng núi. Lào, Việt Nam, Thái Lan, Malaysia bán đảo.
- Alpinia oxyphylla Miq., 1861 - Riềng lá nhọn, ích trí, riềng thuốc. Miền nam Trung Quốc tới Việt Nam.
- Alpinia padacanca Valeton ex K.Heyne, 1922 - Sulawesi.
- Alpinia pahangensis Ridl., 1924 - Malaysia bán đảo.
- Alpinia papuana Scheff., 1876 - Tây New Guinea.
- Alpinia parksii (Gillespie) A.C.Sm., 1942 - Fiji.
- Alpinia penduliflora Ridl., 1909 - Philippines.
- Alpinia petiolata Baker, 1892 - Malaysia bán đảo.
- Alpinia pinnanensis T.L.Wu & S.J.Chen, 1978 - Riềng Bình Nam. Quảng Tây (Trung Quốc).
- Alpinia platychilus K.Schum., 1904 - Miền nam Vân Nam (Trung Quốc).
- Alpinia platylopha (Ridl.) Loes., 1930 - Tây New Guinea.
- Alpinia polyantha D.Fang, 1978 – Riềng nhiều hoa. Vân Nam, Quảng Tây.
- Alpinia porphyrea R.M.Sm., 1978 - Tây New Guinea.
- Alpinia porphyrocarpa Ridl., 1916 - Tây New Guinea.
- Alpinia pricei Hayata, 1915 - Miền đông Đài Loan.
- Alpinia psilogyna D.Fang, 1978 - Miền tây Quảng Tây.
- Alpinia ptychanthera K.Schum., 1899 - Sarawak (Borneo).
- Alpinia pubiflora (Benth.) K.Schum., 1904 - Philippines, New Guinea, miền tây quần đảo Caroline.
- Alpinia pulchella (K.Schum.) K.Schum., 1899 - Papua New Guinea.
- Alpinia pulcherrima Ridl., 1909 - Malaysia bán đảo.
- Alpinia pulchra (Warb.) K.Schum., 1904 - Papua New Guinea tới quần đảo Solomon.
- Alpinia pumila Hook.f., 1885 - Miền nam Trung Quốc.
- Alpinia purpurata (Vieill.) K.Schum., 1904 - Riềng đỏ, riềng tía, sẹ đỏ. Quần đảo Bismarck, Maluku, New Caledonia, New Guinea, quần đảo Solomon, Vanuatu. Du nhập vào Assam, Colombia, quần đảo Cook, Ecuador, Fiji, Hawaii, quần đảo Leeward, tây nam Mexico, Peru, quần đảo Santa Cruz, Thái Lan, Trinidad-Tobago, quần đảo Windward.
- Alpinia pusilla Ardi & Ardiyani, 2015 - Sulawesi.
- Alpinia rafflesiana Wall. ex Baker, 1892 - Thái Lan, Malaysia bán đảo.
- Alpinia regia K.Heyne ex R.M.Sm., 1977 - Maluku.
- Alpinia rigida Ridl., 1916 - Tây New Guinea.
- Alpinia romblonensis Elmer, 1915 - Philippines.
- Alpinia romburghiana Valeton, 1904 - Borneo.
- Alpinia rosacea Valeton, 1913 - New Guinea.
- Alpinia rosea Elmer, 1915 - Philippines.
- Alpinia roxburghii Sweet, 1826 (đồng nghĩa: A. blepharocalyx, A. bracteata Roxb., không Roscoe) - Riềng dài lông mép, riềng bẹ, riềng lá bắc to. Assam, Bangladesh, trung nam và đông nam Trung Quốc, Đông Himalaya, Ấn Độ, Lào, Malaysia bán đảo, Myanmar, Nepal, Thái Lan, Việt Nam.
- Alpinia rubricaulis K.Schum., 1899 - Sulawesi.
- Alpinia rubromaculata S.Q.Tong, 1989 - Miền nam Vân Nam.
- Alpinia rufa (C.Presl) Náves, 1880 - Philippines.
- Alpinia rufescens (Thwaites) K.Schum., 1904 - Sri Lanka.
- Alpinia rugosa S.J.Chen & Z.Y.Chen, 2012 - Miền nam Hải Nam.
- Alpinia salomonensis B.L.Burtt & R.M.Sm., 1972 - Quần đảo Solomon.
- Alpinia samoensis Reinecke, 1898 - Samoa.
- Alpinia sandsii R.M.Sm., 1991 - Sulawesi.
- Alpinia scabra (Blume) Náves, 1880 - Miền nam Thái Lan, Malaysia bán đảo, Java.
- Alpinia schultzei Lauterb. ex Valeton, 1914 - Papua New Guinea.
- Alpinia seimundii Ridl., 1922 - Malaysia bán đảo.
- Alpinia sericiflora K.Schum., 1899 - New Guinea.
- Alpinia sessiliflora Kitam., 1946 - Miền trung Đài Loan.
- Alpinia shimadae Hayata, 1915 - Đài Loan.
- Alpinia siamensis K.Schum., 1904 - Riềng Thái Lan, riềng Xiêm. Thái Lan, Việt Nam.
- Alpinia sibuyanensis Elmer, 1915 - Philippines.
- Alpinia singuliflora R.M.Sm., 1978 - Papua New Guinea.
- Alpinia smithiae M.Sabu & Mangaly, 1991 - Tây nam Ấn Độ.
- Alpinia stachyodes Hance, 1872 - Miền nam Trung Quốc.
- Alpinia stenobracteolata R.M.Sm., 1978 - Papua New Guinea.
- Alpinia stenostachys K.Schum., 1914 - Papua New Guinea.
- Alpinia strobilacea K.Schum., 1899 - Tây New Guinea.
- Alpinia strobiliformis T.L.Wu & S.J.Chen, 1978 - Riềng bông tròn. Vân Nam, Quảng Tây.
- Alpinia subfusicarpa Elmer, 1915 - Philippines.
- Alpinia submutica K.Schum., 1899 - Java.
- Alpinia subspicata Valeton, 1914 - Papua New Guinea.
- Alpinia subverticillata Valeton, 1913 - New Guinea.
- Alpinia superba (Ridl.) Loes., 1930 - Tây New Guinea.
- Alpinia suriana C.K.Lim, 2007 - Malaysia bán đảo.
- Alpinia tamacuensis R.M.Sm., 1982 - Sarawak (Borneo).
- Alpinia tonkinensis Gagnep., 1902 - Riềng Bắc Bộ, ré Bắc Bộ. Từ Quảng Tây tới miền bắc Việt Nam.
- Alpinia tonrokuensis Hayata, 1920 - Miền bắc Đài Loan.
- Alpinia trachyascus K.Schum., 1904 - Philippines.
- Alpinia tristachya (Ridl.) Loes., 1930 - New Guinea.
- Alpinia unilateralis B.L.Burtt & R.M.Sm., 1972 - Quần đảo Solomon.
- Alpinia uraiensis Hayata, 1915 - Miền bắc Đài Loan. Du nhập vào Nhật Bản và quần đảo Lưu Cầu.
- Alpinia valetoniana Loes., 1930 - Tây New Guinea.
- Alpinia velutina Ridl., 1921 - Riềng lông. Việt Nam.
- Alpinia velveta R.M.Sm., 1990 - Papua New Guinea.
- Alpinia versicolor K.Schum., 1899 - Miền bắc Sulawesi.
- Alpinia vietnamica H.Ð.Trần, Luu & Škorničk., 2019 - Việt Nam.
- Alpinia vitellina (Lindl.) Ridl., 1899 - Malaysia bán đảo.
- Alpinia vitiensis Seem., 1868 - Fiji.
- Alpinia vittata W.Bull, 1873 - Quần đảo Bismarck tới quần đảo Solomon.
- Alpinia vulcanica Elmer, 1919 - Philippines.
- Alpinia warburgii K.Schum., 1899 - Miền bắc Sulawesi.
- Alpinia wenzelii Merr., 1914 - Philippines.
- Alpinia werneri Lauterb. ex Valeton, 1914 - Papua New Guinea.
- Alpinia womersleyi R.M.Sm., 1978 - Papua New Guinea.
- Alpinia zerumbet (Pers.) B.L.Burtt & R.M.Sm., 1972 - Riềng ấm, riềng đẹp, sẹ nước, gừng ấm, thảo đậu khấu, đại thảo khấu. Bangladesh, Campuchia, Trung Quốc (trung nam, đông nam, Hải Nam), Nhật Bản, Lào, Malaysia bán đảo, Myanmar, quần đảo Lưu Cầu, Đài Loan, Thái Lan, Việt Nam. Du nhập vào Ascension, Bolivia, quần đảo Canary, quần đảo Cook, Cuba, Cộng hòa Dominica, Fiji, Florida, Haiti, Hawaii, Honduras, quần đảo Leeward, New Caledonia, quần đảo Ogasawara, Philippines, Puerto Rico, St.Helena, Trinidad-Tobago, quần đảo Windward.

## Hình ảnh

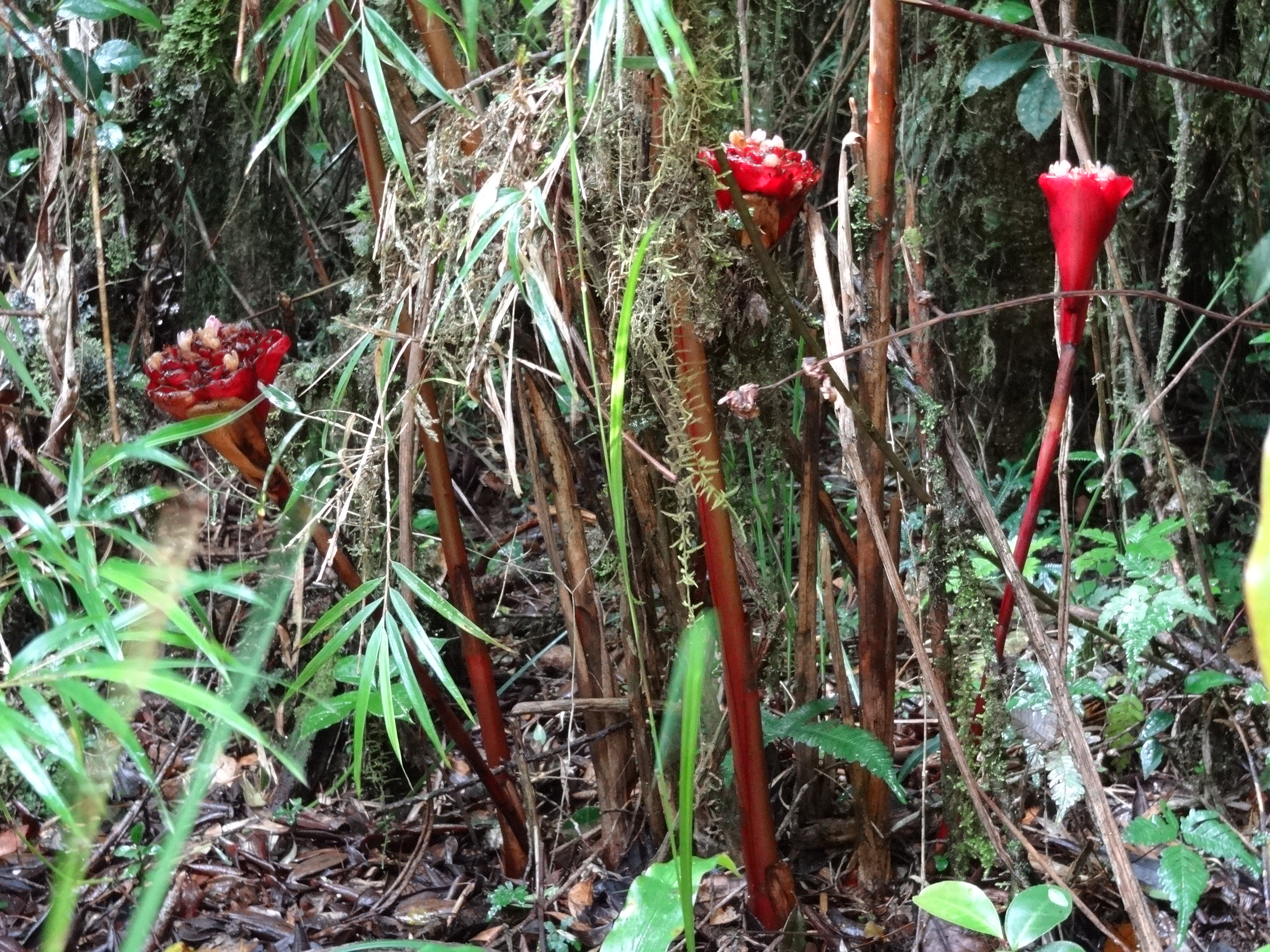
Alpinia abundiflora
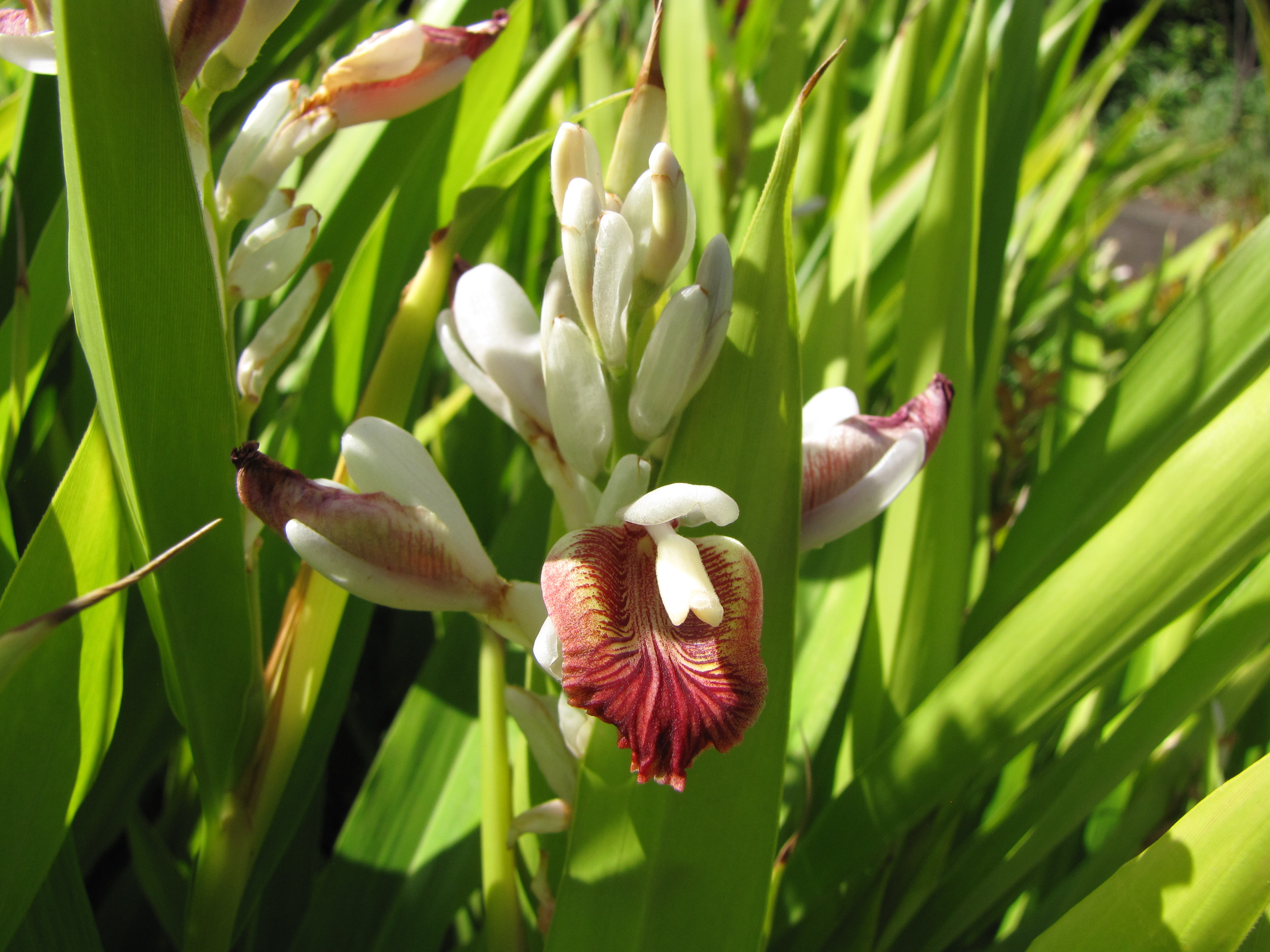
Alpinia calcarata
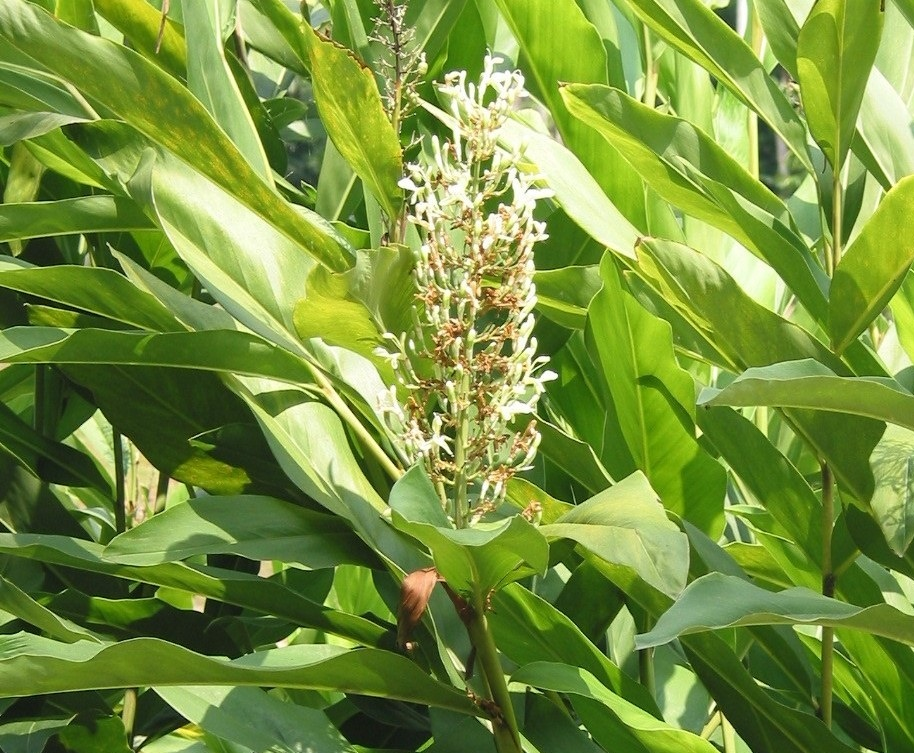
Alpinia galanga
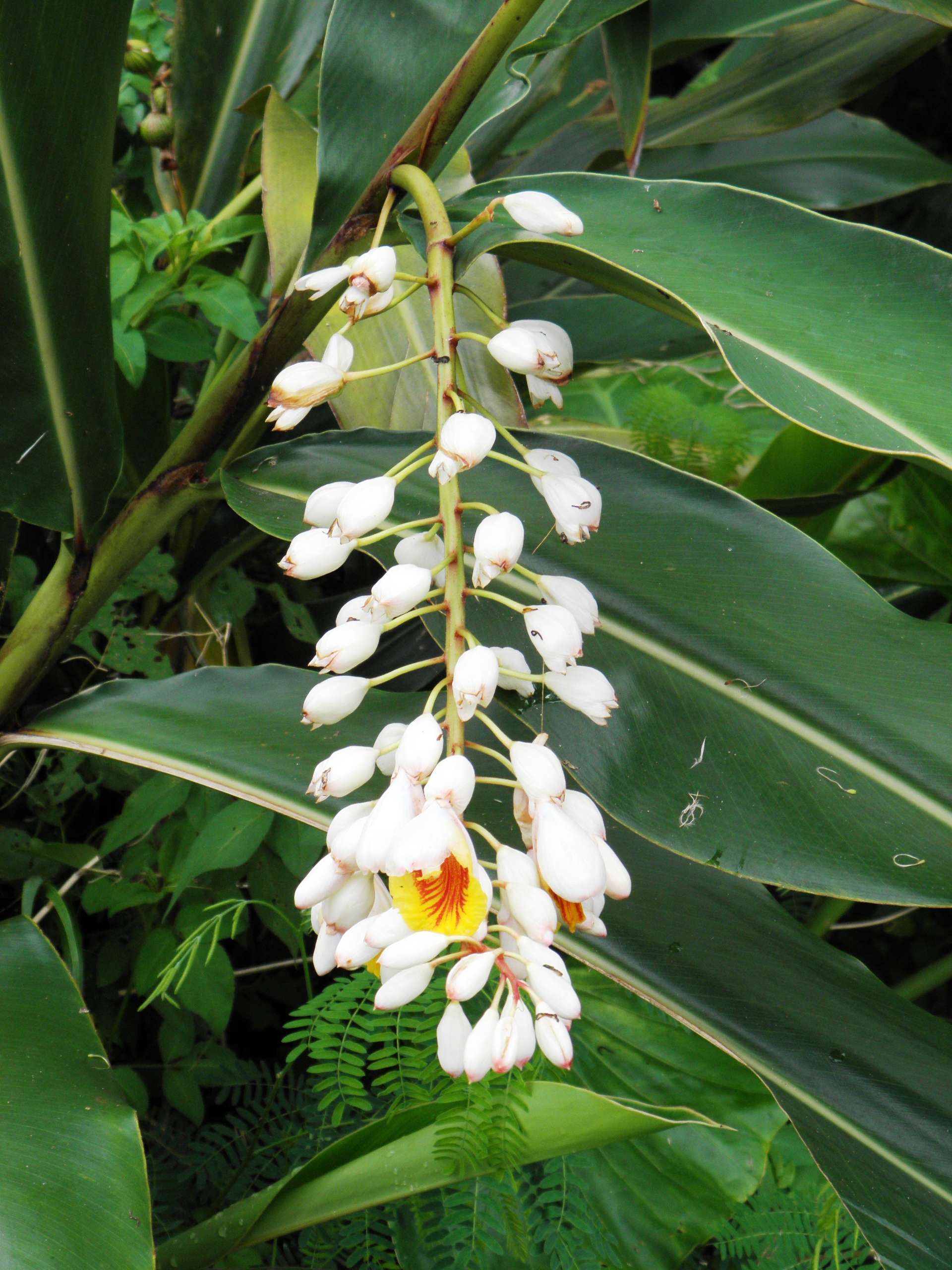
Alpinia zerumbet